# KK Metalac Valjevo
O Košarkaški klub Metalac Valjevo (sérvio:Кошаркашки клуб Металац Ваљево), chamado também de KK Metalac , é um clube profissional de basquetebol sediado na cidade de Valjevo, Sérvia que atualmente disputa a Liga Sérvia e a Liga Adriática. Foi fundado em 1948 e manda seus jogos na Valjevo Sports Hall que possui capacidade de 2.500 espectadores.